# Боярышник Максимовича
Боярышник Максимовича (лат. Crataegus maximowiczii) — кустарник или небольшое дерево, вид рода Боярышник (Crataegus) семейства Розовые (Rosaceae).
Вид назван в честь Карла Ивановича Максимовича (1827—1891), российского ботаника, академика Императорской Санкт-Петербургской Академии Наук, исследователя флоры Дальнего Востока и Японии.

## Распространение и экология
В природе ареал вида охватывает южные районы Восточной Сибири и Дальнего Востока. Встречается по всему Приморскому краю и по Амуру до устья.
Произрастает в уреме рек, по гривам, среди лугов заливных долин, по опушкам лесов и на сухих горных склонах, одинокими деревьями и кустами, чаще в разреженных дубово-широколиственных лесах.

## Ботаническое описание
Дерево высотой до 7 м, нередко растущее кустообразно. Ствол и старые ветви буро-серые или тёмно-бурые; ветки красновато-коричневые, лоснящиеся, почти голые; молодые побеги оттопыренно-серо-волосистые. Колючки отсутствуют или немногочисленные, крепкие, пурпурные, длиной 1,5—3,5 см.

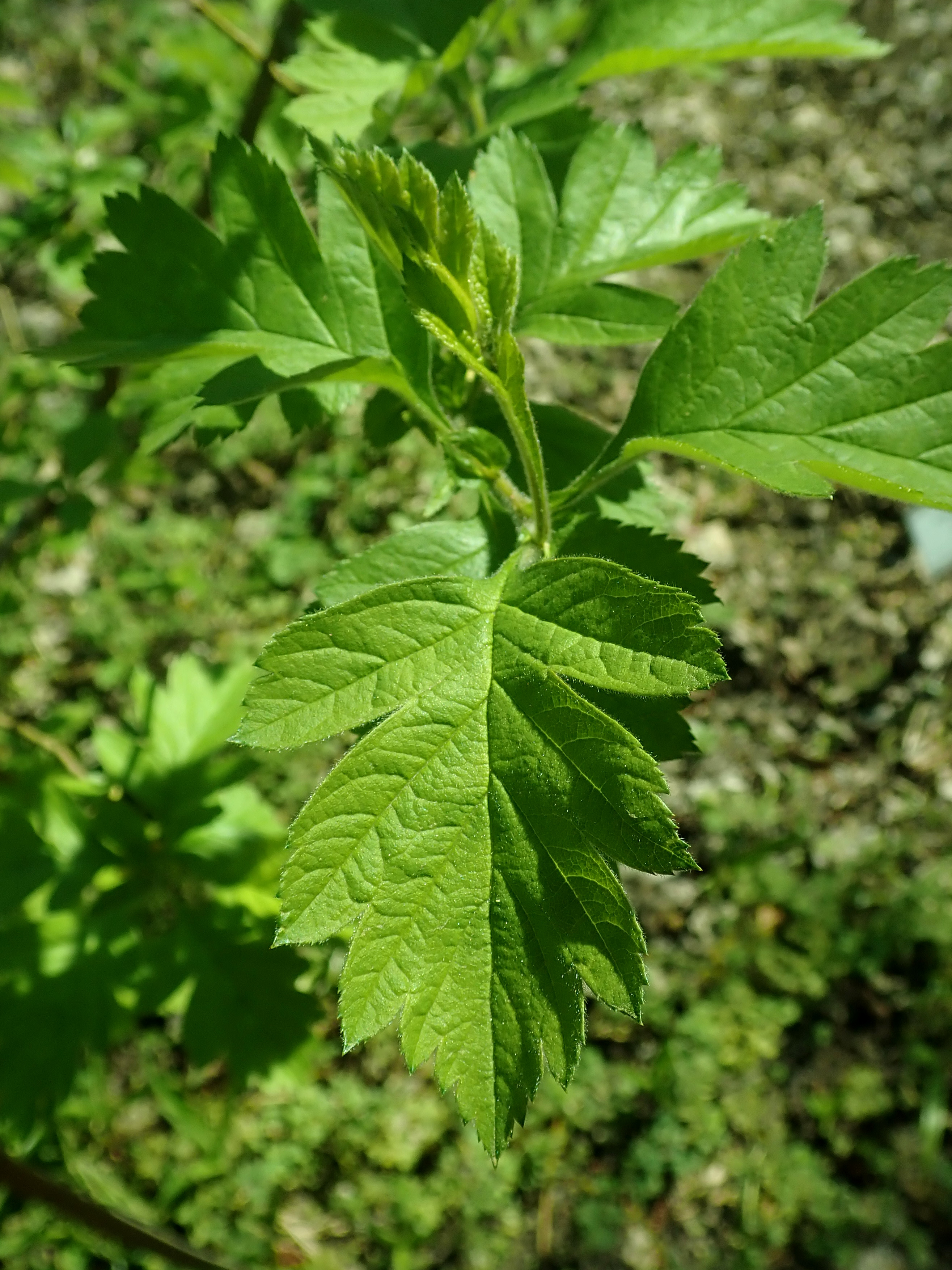
Листья

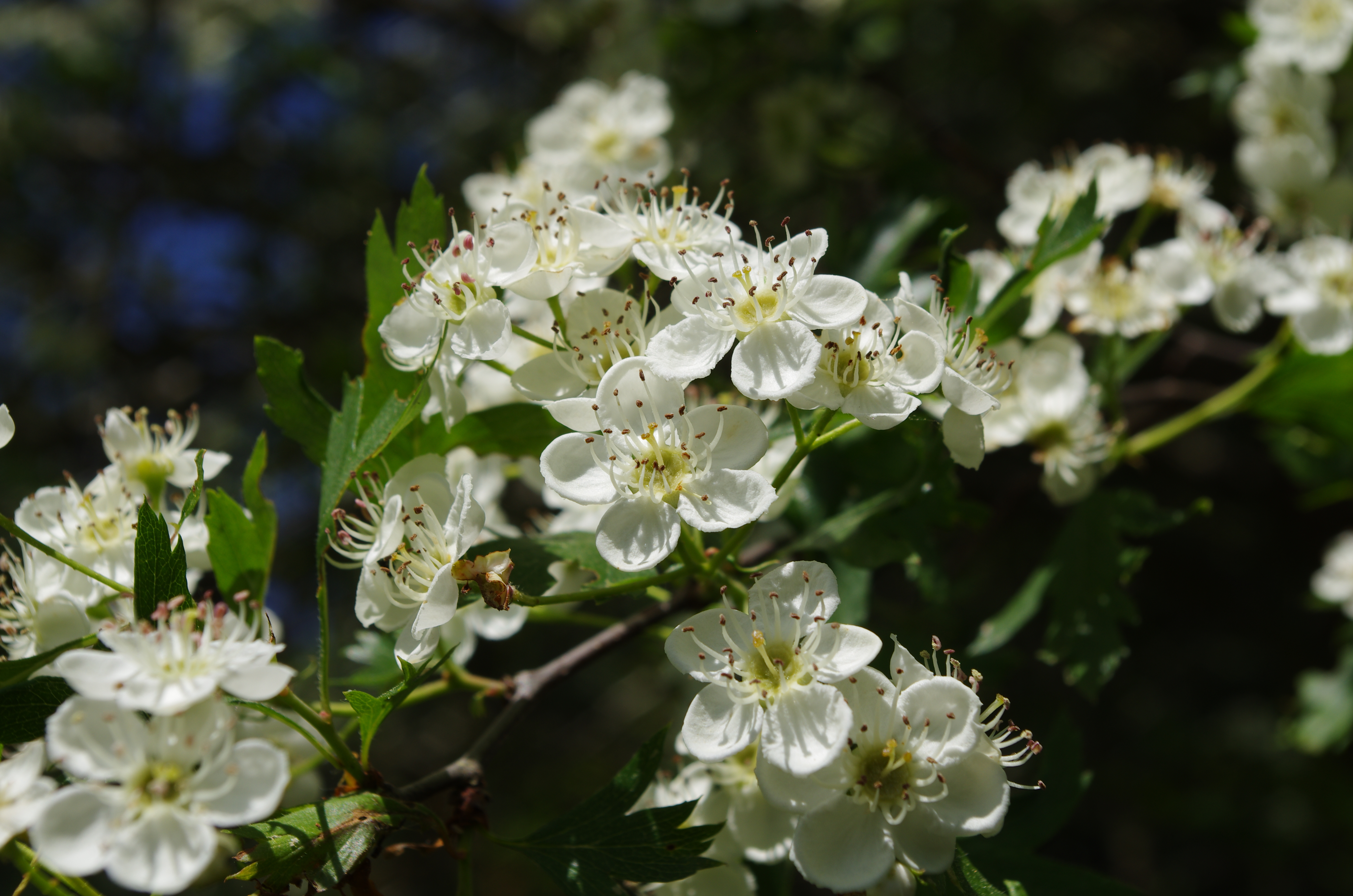
Соцветия

Почки шаровидно-яйцевидные, более или менее опушенные или голые. Листья яйцевидные до яйцевидно-ромбических, с острой вершиной и клиновидным, иногда несколько низбегающим основанием, на коротких побегах неглубоко 9—13-надрезанные или лопастные, по краю неравнопильчатые, длиной 3,5—9 см, шириной 2,5—6 см, на вегетативных побегах — большей частью глубоко трёхлопастные, длиной до 13 см, шириной 10 см, сверху рассеянно-волосистые, снизу густобархатисто опушённые. Черешки волосистые, длиной 1,5—3 см. Прилистники крупные (особенно на длинных побегах), серповидно изогнутые, с сердцевидным основанием, надрезанно-зубчатые.
Соцветия сложные, щитковидные, густые, диаметром около 5 см, с густо волосистыми осями и цветоножками. Цветки диаметром около 1,5 см, с белыми лепестками. Чашелистики короткотреугольные, цельнокрайные, войлочно-волосистые, так же как гипантий; тычинок 20; столбиков 3—5.
Плоды шаровидные, диаметром до 10 мм, красные, вначале волосистые, при созревании голые. Косточки в числе 3—5, желтовато-коричневые, трёхгранные, к основанию суженные, длиной около 6 мм, шириной 3 мм, выпуклые и почти гладкие со спинной стороны, морщинисто-бороздчатые с боков и килеватые с брюшной стороны. В 1 кг 2 тысячи плодов, или 40 тысяч косточек: вес 1 тысячи косточек 20—30 г.
Цветёт в мае — июне (всегда на 10—12 дней раньше боярышника перистонадрезанного (Crataegus pinnatifida)). Плодоносит в августе — сентябре.

## Химический состав
Плоды состоят на 72,91 % воды и 27,09 % плотного остатка. Плотный остаток состоит из 1,46 % золы, 2,89 % клетчатки, 2,60 % пентозанов, 0,70 % пектиновых веществ, 8,58 % восстанавливающегося сахара, 0,69 сахарозы. Общее количество сахара 8,87 %, сырого протеина 1,44 % и белковых веществ 1,35 %. Общая кислотность 0,51 %, летучих веществ 0,13 %, танинов и красителей 0,27 %.

## Значение и применение
Изредка культивируется в Западной Европе и Северной Америке (с 1904 года). В России в культуре главным образом в ботанических садах и дендрариях, реже в садах и парках.
Второстепенный медонос и пыльценос. Продуктивность нектара одним цветком 0,105 до 0,167 мг сахара. Продуктивность мёда 40—50 кг/га. Взяток активирует наращивание силы пчелиных семей к главному медосбору. Масса пыльников одного цветка 5,8—10,8 мг, а пыльцепродуктивность 1,8—3,6 мг. Пыльца жёлтая, мелкая.
Неустойчив к выпасу. По наблюдениям в южно уссурийской тайге животными в летнее время не поедался. Пятнистые олени удовлетворительно поедают листья, соцветия и молодые побеги.
Плоды съедобны.

## Таксономия
Вид Боярышник Максимовича входит в род Боярышник (Crataegus) трибы Pyreae подсемейства Спирейные (Spiraeoideae) семейства Розовые (Rosaceae) порядка Розоцветные (Rosales).
|  |                                      |  |                                                              |                                                              |                   |  | ещё 8 семейств (согласно Системе APG III) | ещё 8 семейств (согласно Системе APG III)    |                                              |  |  |  | ещё 7 триб (согласно Системе APG III)         | ещё 7 триб (согласно Системе APG III)         |  |  |  |  | ещё от 200 до 300 видов | ещё от 200 до 300 видов |
|  |                                      |  |                                                              |                                                              |                   |  | ещё 8 семейств (согласно Системе APG III) | ещё 8 семейств (согласно Системе APG III)    |                                              |  |  |  | ещё 7 триб (согласно Системе APG III)         | ещё 7 триб (согласно Системе APG III)         |  |  |  |  | ещё от 200 до 300 видов | ещё от 200 до 300 видов |
|  |                                      |  |                                                              | порядок Розоцветные                                          |                   |  |                                           |                                              | подсемейство Спирейные                       |  |  |  |                                               | род Боярышник                                 |  |  |  |  |                         |                         |
|  |                                      |  |                                                              | порядок Розоцветные                                          |                   |  |                                           |                                              | подсемейство Спирейные                       |  |  |  |                                               | род Боярышник                                 |  |  |  |  |                         |                         |
|  | отдел Цветковые, или Покрытосеменные |  |                                                              |                                                              | семейство Розовые |  |                                           |                                              | триба Pyreae                                 |  |  |  | вид Боярышник Максимовича                     |                                               |  |  |  |  |                         |                         |
|  | отдел Цветковые, или Покрытосеменные |  |                                                              |                                                              |                   |  |                                           |                                              |                                              |  |  |  |                                               |                                               |  |  |  |  |                         |                         |
|  |                                      |  | ещё 44 порядка цветковых растений (согласно Системе APG III) | ещё 44 порядка цветковых растений (согласно Системе APG III) |                   |  |                                           | ещё 8 подсемейств (согласно Системе APG III) | ещё 8 подсемейств (согласно Системе APG III) |  |  |  | ещё около 60 родов (согласно Системе APG III) | ещё около 60 родов (согласно Системе APG III) |  |  |  |  |                         |                         |
|  |                                      |  |                                                              | ещё 44 порядка цветковых растений (согласно Системе APG III) |                   |  |                                           |                                              | ещё 8 подсемейств (согласно Системе APG III) |  |  |  |                                               | ещё около 60 родов (согласно Системе APG III) |  |  |  |  |                         |                         |